# Tangoa (langue)
Pour les articles homonymes, voir Tangoa.
Le tangoa (ou santo) est une langue océanienne parlée par 800 locuteurs dans quatre villages du Vanuatu à Tangoa, petite île au sud d’Espiritu Santo. Il est distinct du tongoa (namakura) et de l’éfaté du Nord.